# Israel & Rodolffo
Israel & Rodolffo es un duo brasileño formado por Israel Antonio Ribeiro (Goianésia, 23 de diciembre de 1988) y Rodolffo Matthaus da Silva Rios (Uruaçu, 24 de agosto de 1988) en la localidad de Jaragua, en Goiás. La pareja estaba formada por los padres de ambos, quienes unieron a sus hijos cuando eran niños. En 1999, cuando los dos tenían diez años, grabaron un CD de demostración. 

## Carrera profesional

### 1999-2008: Formación de la pareja y presentaciones
Los padres de Israel & Rodolffo se conocieron en la década de 1990, en un estudio en la ciudad de Goiânia. Ambos hicieron trabajos de grabación para jingles políticos para candidatos políticos en diferentes ciudades. En el estudio, hicieron amigos y descubrieron que tenían algo en común. A los dos les gustaba cantar y tenían niños pequeños que también comenzaban a cantar. Uno dijo que el hijo hizo una segunda voz, otro dijo que el hijo hizo una primera voz. Sabiendo esto, surgió el interés de promover el encuentro de los dos chicos, con el propósito de conocerse.
Después de un tiempo se llevó a cabo esta reunión e Israel y Rodolffo se encontraron. Israel era muy tímido, a diferencia de Rodolffo. Luego, surgieron otros encuentros y ambos se acercaron y, poco a poco, empezaron a cantar juntos. A la edad de siete años, el dúo ya actuaba en pequeñas fiestas, eventos políticos y en la escuela donde estudiaban. A la edad de 11 años, los cantantes grabaron un CD de demostración, con cuatro canciones nuevas, que nunca fue lanzado. Este fue el primer trabajo del dúo, y fue suficiente para que les gustara la música. A partir de entonces no se detuvieron. Luego de estudiar en la adolescencia, con tonos de voz ya definidos, comenzaron a cantar en bares y en grandes eventos. Siempre bajo la responsabilidad y orientación de Juárez Dias, padre de Rodolffo.

### 2010–2015:Do Jeito Que Eu QueriayNa Terra Do Pequi
En 2010 se grabó un CD con el título Do Jeito Que Eu Queria, lanzado a finales de noviembre del mismo año. Entre las canciones destacan "Marca Evidente", una composición de Juárez Dias (padre de Rodolffo) e Israel, y "Do Jeito Que Eu Queria", que lleva el mismo nombre que el álbum. En 2011, el CD Do Jeito Que Eu Queria se convirtió en el primer DVD de su carrera, momento en el que sus obras cobraron mayor repercusión. En 2013, se lanzó el quinto CD y el segundo DVD, titulado Unpredictable, con varias participaciones de artistas. Aún en 2013, el dúo grabó un trabajo extra, el CD "Na Terra Do Pequi", en el que nunca se trabajó, pero ganó protagonismo en los medios como el mejor CD del año. En 2014, se realizó una reinterpretación de varias canciones del dúo en un solo disco, incluidas las inéditas, representando así una colección. En octubre de 2015, el dúo finalizó el contrato con el estudio LUANDER, SANTAFÉ Produções, en el que estaban asociados desde 2011. A partir de entonces, los propios cantantes, junto con Juarez Dias, empresario y padre de Rodolffo, asumieron la dirección del dúo. El 16 de diciembre de 2015 grabaron un nuevo CD y DVD, O Sétimo Sol, producido por Eduardo Pepato y Fernando Trevisan Catatau.

### 2016–presente: Som Livre,Israel & Rodolffo AcústicoyBatom de Cereja
En 2016, el dúo se unió a AudioMix y en 2017 firmó un contrato con el sello Som Livre . El dúo realizó una gira internacional en Europa, actuando en Francia, Bélgica y en Inglaterra. En el mismo año, grabaron el DVD Israel & Rodolffo Acoustic - Voice and Guitar. Con presencia en todo el territorio nacional, Israel & Rodolffo inició el año 2018 con un lanzamiento que trajo 22 canciones, seis de ellas inéditas, con apariciones especiales de Jorge & Mateus y Edson & Hudson. En este proyecto rescataron algunas de las canciones que marcan la trayectoria del dúo como "Não Existe Amor Sem Briga", "Fecha o Porta-Malas" y "Marca Evidente". Entre los nuevos temas destaca "Casa Mobiliada", con Edson & Hudson, que se convirtió en uno de los videos más populares del dúo en YouTube . La canción alcanzó el número uno en estaciones de radio en diferentes regiones del país según Crowley Broadcast Analysis y alcanzó las primeras posiciones también en el TOP de Billboard Brasil.
En la cima de las listas, Israel & Rodolffo grabaron el DVD Onde a Saudade Mora a principios de la segunda mitad de 2018 . Un lanzamiento de AudioMix Records con Som Livre. Entre los temas se encuentran "Coração de Quatro", que el dúo ya había lanzado en Internet y ya había tenido éxito. En septiembre, "Coração de Quatro" entró en la programación de la radio. En 2019, Israel & Rodolffo grabaron su sexto DVD y décimo CD también firmado por Ivan Miyazato. El disco, titulado "Conselho", título de una de las canciones del repertorio, ya cuenta con más de 10 millones de visualizaciones en YouTube y sus números crecen día a día.
En noviembre de 2020, se grabó el DVD Aqui E Agora - Volume 1 con ocho nuevas canciones. El 5 de febrero de 2021, se lanzó el DVD coincidiendo con la entrada de Rodolffo en la temporada 21 del reality show Big Brother Brasil. La pista  Batom de Cereja del DVD se convirtió en el mayor éxito de la carrera del dúo, alcanzando la primera posición en Spotify en Brasil en marzo. En abril, la canción entró en el Top 30 global de Spotify. Esta fue la primera vez que una canción de sertanejoentró en el Top 30 mundial. La canción tiene más de 85 millones de reproducciones en la plataforma.

## Discografía
- 2011: Do Jeito Que Eu Queria - CD & DVD
- 2012: Marca Evidente Ao Vivo - CD & DVD
- 2013: Imprevisível Ao Vivo in Goiânia - CD & DVD
- 2013: Terra do Pequi - CD
- 2014: Bem Apaixonado - CD
- 2016: Sétimo Sol Ao Vivo in House - CD & DVD
- 2018: Acústico Ao Vivo - CD & DVD
- 2018: Onde a Saudade Mora - CD & DVD
- 2021: Aqui e Agora - CD & DVD